# 史桂茹
史桂茹（1956年1月—），女，汉族，中华人民共和国政治人物，曾任辽宁省总工会党组副书记、常务副主席，辽宁省政协副主席。